# Raquel Rodríguez Rodríguez
Raquel Rodríguez Rodríguez (Avilés, 28 de juny de 1992) és una exgimnasta rítmica espanyola, campiona d'Espanya individual en categoria aleví (2003) i infantil (2004 i 2005), i en conjunts (2004) amb el Club Rítmica Galaica.
Va ser a més campiona d'Astúries en diferents categories entre 2003 i 2009, va assolir diverses medalles en Campionats de la Joventut amb la selecció asturiana, i ha obtingut diversos reconeixements de la Federació Espanyola de Gimnàstica, de la Federació Asturiana i del Consell Superior d'Esports, que li va atorgar el Premi Institut de la Dona-CSD pels seus resultats acadèmics i esportius junt amb altres set esportistes espanyoles.
Entrena al Club Rítmica Galaica des de 2009.

## Biografia esportiva

### Inicis
Raquel va començar a practicar la gimnàstica rítmica als 4 anys en el seu centre escolar, el Col·legi de Jove (Gijón), amb l'entrenadora Noelia Guerra. Amb 6 anys va entrar al Club Rítmica Galaica per recomanació de Noelia, on va romandre entrenant amb ella.
| «                                                       | Sempre vaig ser una nena que vaig voler més […] molt ambiciosa i mai em cansava […] La meva entrenadora va intentar que ja des d'aviat comencés a anar més dies i de seguida vaig passar al grup de competició. | » |
| — Raquel Rodríguez, al programa Ganamos con ellas, 2015 | |   |

El 1999 va proclamar-se campiona d'Astúries en la categoria benjamí, i el 2000 i 2001 a nivell promoció. L'any 2000 va ser concursant del programa de televisió Premios Veo Veo, on va assolir el Premi Revelació a nivell nacional. Entre els seus referents en aquesta etapa es trobaven les gimnastes Elena Vitrichenko i Yulia Barsukova.

### Etapa en categories inferiors: consecució de títols nacionals
El 2002, a l'edat de 10 anys, va anar al seu primer Campionat d'Espanya Individual, celebrat a Leganés, on va competir en categoria aleví. El 2003 es va proclamar en categoria aleví campiona d'Espanya per primera vegada en el Campionat d'Espanya Individual disputat a Còrdova, convertint-se en la primera gimnasta rítmica asturiana en obtenir el títol nacional.
El 2004 va ascendir de categoria i va tornar a ser campiona d'Espanya, aquesta vegada com infantil en el Campionat d'Espanya disputat al juny a Alacant. Aquest mateix estiu va ser cridada per la selecció nacional de gimnàstica rítmica d'Espanya a una concentració per a un seguiment del seu progrés, on va coincidir amb gimnastes com Alejandra Quereda, Sandra Aguilar i Lidia Redondo. Segons ella mateixa ha indicat, un dels factors que va fer que no la mantinguessin en l'equip nacional va ser la seva tipologia: «Sempre vaig ser la baixeta del grup, la qui no tenia les cames llargues […] vaig tenir aquest desavantatge que va ser la tipologia […] abans és veritat que es mirava molt més ». A la fi del 2004, Raquel va proclamar-se campiona d'Espanya amb les seves companyes del Club Rítmica Galaica en el Campionat d'Espanya de Conjunts, celebrat a Gijón. Aquest mateix any també va ser reconegut el seu treball, junt amb dues de les seves companyes, Marta Gil i Leticia García, en una recepció a l'Ajuntament de Gijón amb l'alcaldessa Paz Fernández Felgueroso.
Per 2005 va tornar a proclamar-se campiona d'Espanya infantil en el Campionat d'Espanya Individual celebrat a Benicarló, on va ser també plata a la final de maces i bronze en la de pilota. Aquest mateix any va ser medalla d'or en maces i bronze per equips amb la selecció asturiana a la Copa de la Reina a Salamanca, on va competir amb gimnastes de categories superiors a la d'ella.
El 2006 va passar a la categoria júnior i va aconseguir l'or en el concurs general de la categoria en el Campionat d'Astúries, medalla que també va obtenir en les finals de cinta, maces i cèrcol, mentre que es va penjar la plata en corda. A l'abril de 2007 va competir en categoria júnior en el V Torneig Internacional «Ciutat d'Oviedo», organitzat per l'Associació Esportiva Omega, coincidint amb la gimnasta ucraïnesa Ganna Rizatdinova i quedant per davant d'aquesta. A la Copa de la Reina de 2007, celebrada a Ponferrada, va assolir la 4a posició. Aquest mateix any en el Campionat d'Espanya Individual, disputat a Logronyo, va ser medalla de bronze en cinta i en corda, i 5a en pilota, sempre en categoria júnior.

### Etapa com a sènior i en primera categoria
El 2008, ja en categoria sènior, es va alçar amb la medalla de plata a la general del Campionat d'Espanya Individual disputat a Ponferrada, optant així a la primera categoria a l'any següent. Al maig de 2009, a la Copa de la Reina celebrada a Aguilar de Campoo, va assolir el bronze amb la selecció asturiana i també en cinta. Al juny d'aquest mateix any va disputar l'última competició de la seva primera etapa com a gimnasta, el Campionat d'Espanya Individual celebrat de nou a Ponferrada. En el mateix va assolir la medalla de bronze a la general i en la final de cèrcol, i l'or en les finals de corda, pilota i cinta, totes en primera categoria. El seu últim exercici va ser el de cinta, on comptava com música amb una versió instrumental del tema «Bésame mucho» de Consuelo Velázquez.

### Retirada temporal, breu tornada i etapa com a entrenadora
Es va retirar en aquest mateix campionat amb gairebé 17 anys, motivada entre altres raons per sengles lesions al genoll i l'espatlla. No obstant això, posteriorment va tornar a entrenar i competir breument el 2014 i 2015. A l'abril de 2015 va disputar la Copa de la Reina a Guadalajara, on va ser la 10a per autonomies i la 5a en cinta. Al maig va assolir el triomf en la general i l'or tant en cinta com en cèrcol al xiv Torneig Nacional «Villa de Jovellanos» per a nivell federat, organitzat pel seu club i disputat a Gijón. També al maig d'aquest any va ser campiona d'Astúries per equips, i al juny, 9a per equips en el Campionat d'Espanya de Clubs i Autonomies de Pontevedra, sengles posicions al costat de Marianna Plotnikov com a part del Club Rítmica La Corredoria d'Oviedo. Després d'aquestes competicions es va retirar definitivament, retornant al seu paper d'entrenadora.

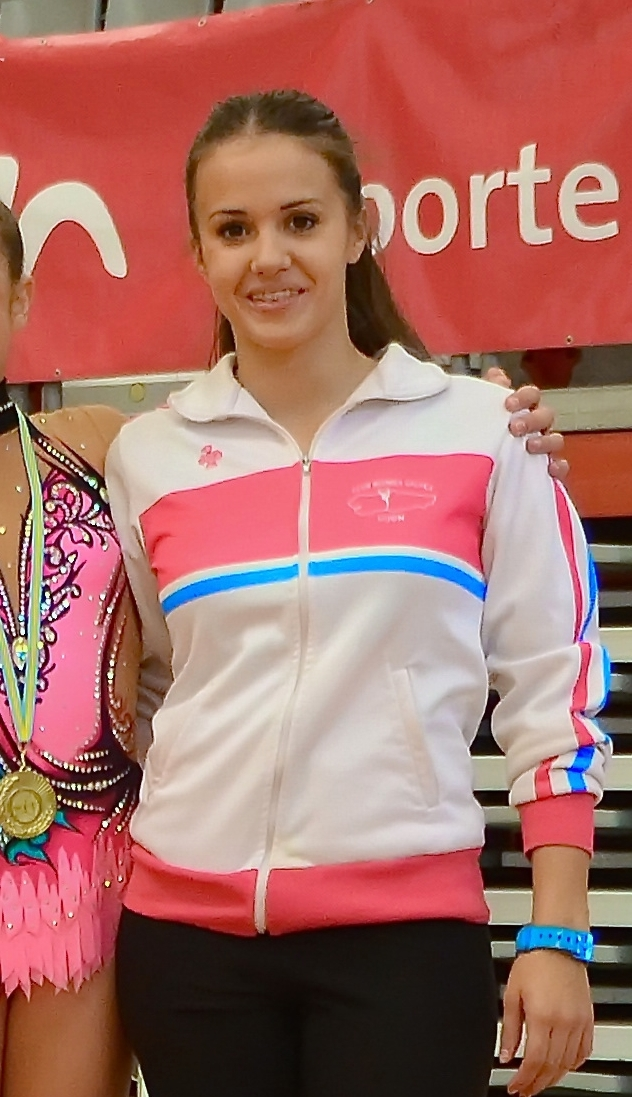
Raquel com a entrenadora del Galaica en el Campionat d'Astúries, 2014
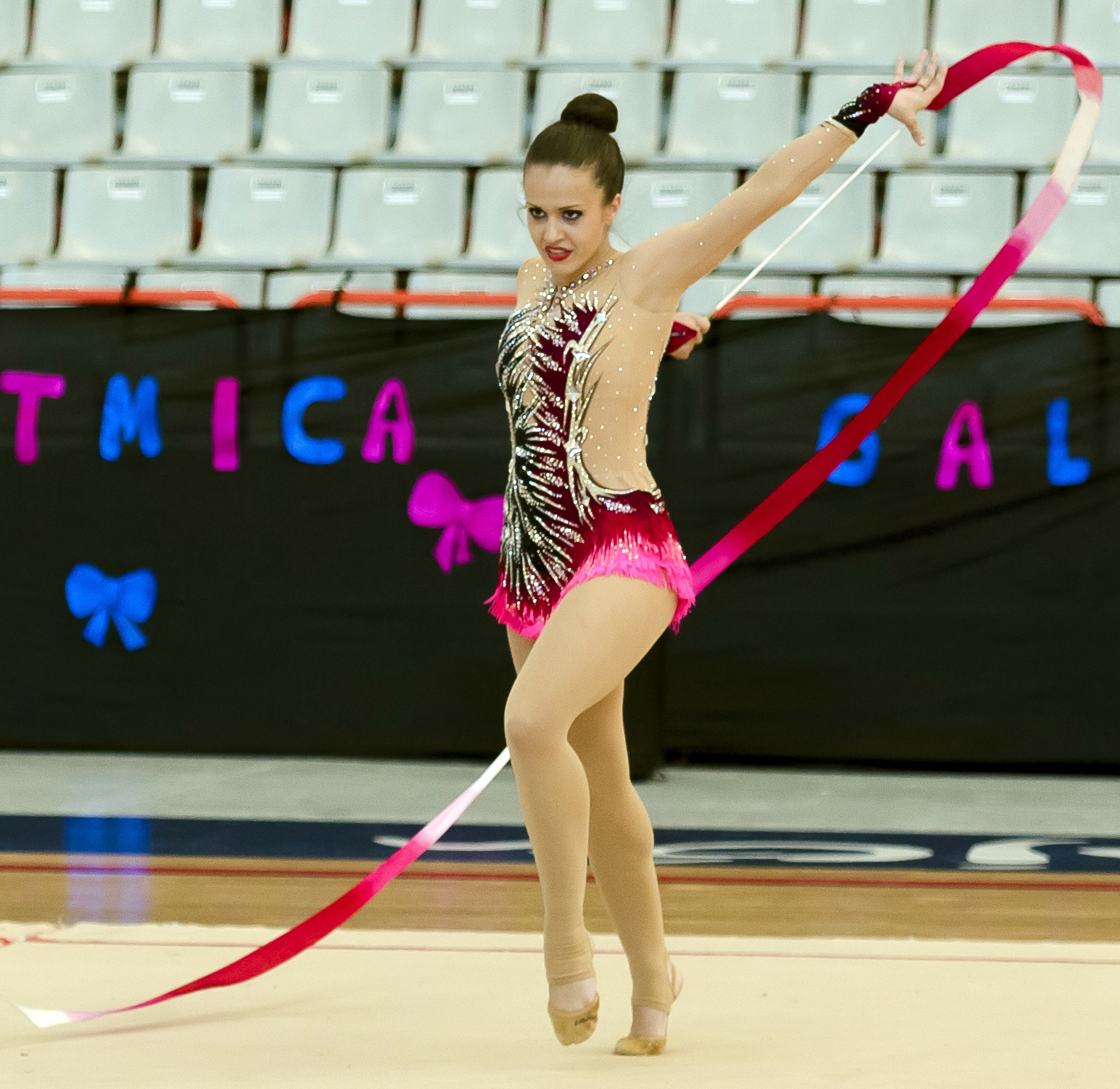
Raquel amb la cinta al Torneig «Villa de Jovellanos», Palau d'Esports de Gijón, 2015

En l'actualitat i des del 2009, exerceix d'entrenadora al Club Rítmica Galaica, portant actualment a les gimnastes tant del nivell base com del nivell federat.
A l'abril de 2016 va assolir, en el Campionat Nacional Base de Gijón, la seva primera medalla en un campionat nacional com a entrenadora amb la gimnasta Esther Mañana, que va ser bronze en la categoria pre-benjamí. En aquesta temporada 2016, el club entrenat per Raquel i per Sheila Resurreiçao va assolir fins a l'octubre 148 podis (79 ors, 36 plates i 33 bronzes) en diverses competicions, incloent 4 campiones d'Astúries base i 3 equips campions d'Astúries.
Els èxits van seguir en la temporada 2017. En el Campionat d'Espanya Individual de València, la seva gimnasta Paula Blanco va ser or sènior en pilota, mentre que Paula Díaz va ser bronze a la general sènior, plata en maces i bronze en cinta, assolint així l'ascens a primera categoria. A la Copa d'Espanya Base d'Alacant, la seva gimnasta Raquel Cueto va assolir ser campiona juvenil.
El 2018, en el Campionat Nacional Base de Guadalajara, la gimnasta del club Naiara Bouzas va ser plata en categoria benjamí. En 2019, el Rítmica Galaica es va proclamar campió de la 2a Divisió en la 1a Fase de la Lliga de Clubs Iberdrola a Saragossa.

## Vida personal
El 27 de juliol de 2017 va ser mare per primera vegada d'una nena anomenada Valeria.

## Música dels exercicis
| Any  | Aparells | Música                                    |
| ---- | -------- | ----------------------------------------- |
| 2007 | Cèrcol   | «Boro Boro (Bollywood Cafe Mix)» d'Arash. |
| 2009 | Cinta    | «Bésame mucho» de Consuelo Velázquez.     |

## Premis, reconeixements i distincions
- Premi Institut de la Dona-CSD a l'Esport en Edat Escolar i Esport Universitari, atorgat pel Consell Superior d'Esports (CSD) l'Institut de la Dona[19]
- Recepció a l'Ajuntament de Gijón junt a Marta Gil i Leticia García (2004)

## Galeria d'imatges

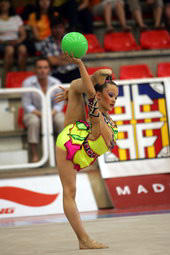
Raquel realitzant un equilibri attitude amb la pilota en categoria aleví, 2003.
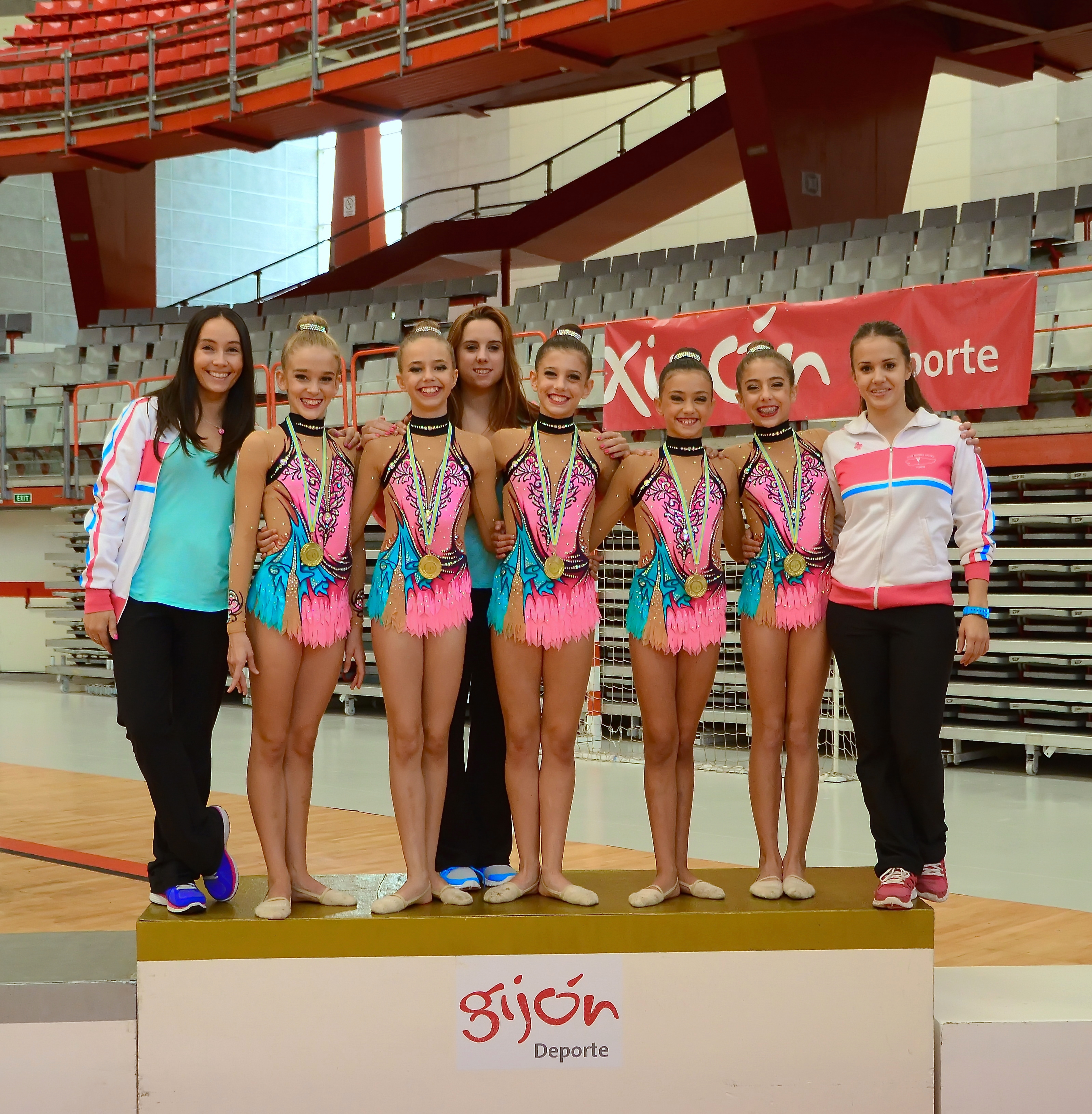
Raquel Rodríguez (primera a la dreta) al podi com a entrenadora del conjunt infantil del Club Rítmica Galaica al Campionat d'Astúries, 2014.
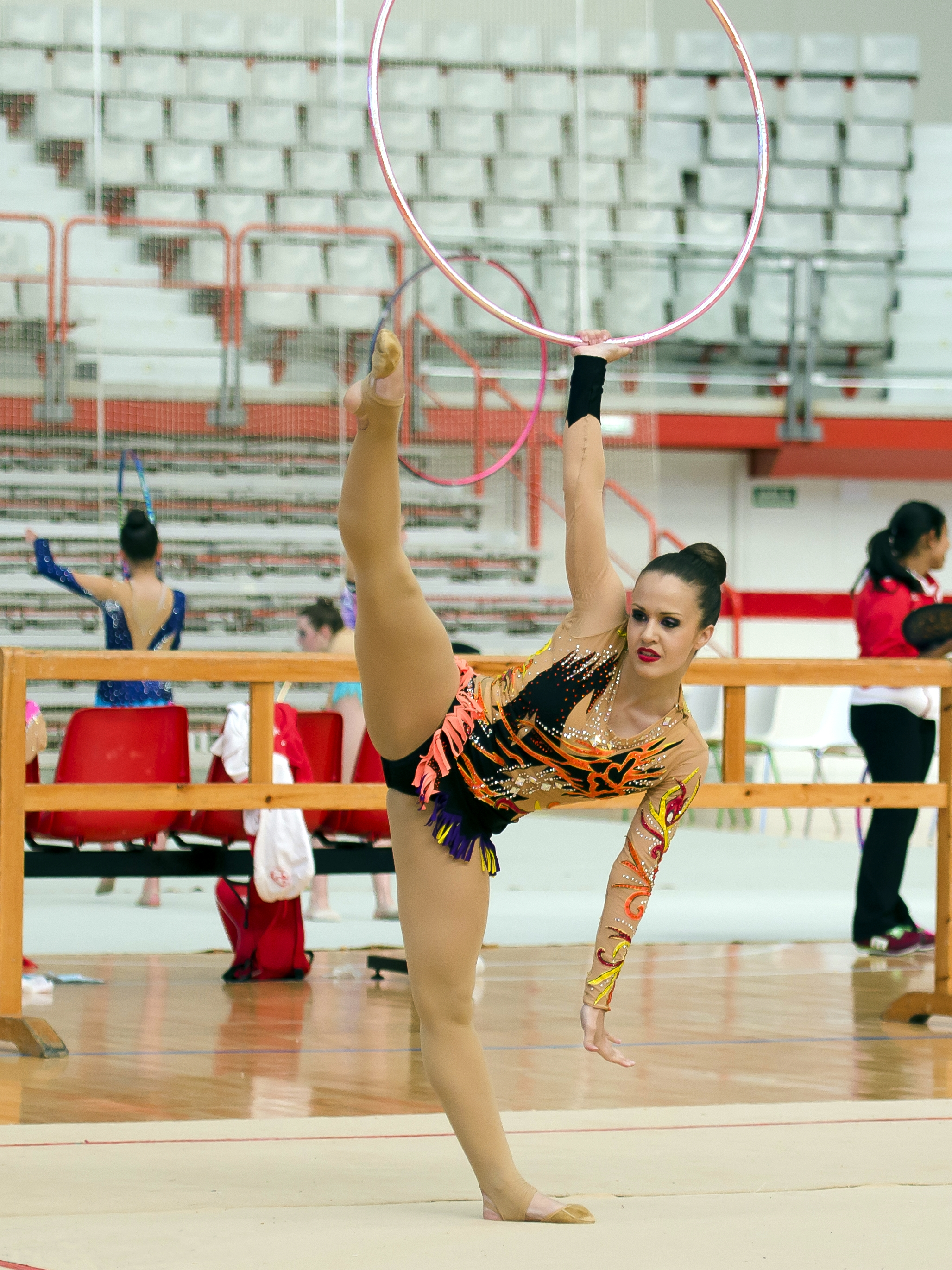
Exercici de cèrcol al el Torneig «Villa de Jovellanos» a Gijón, 2015.
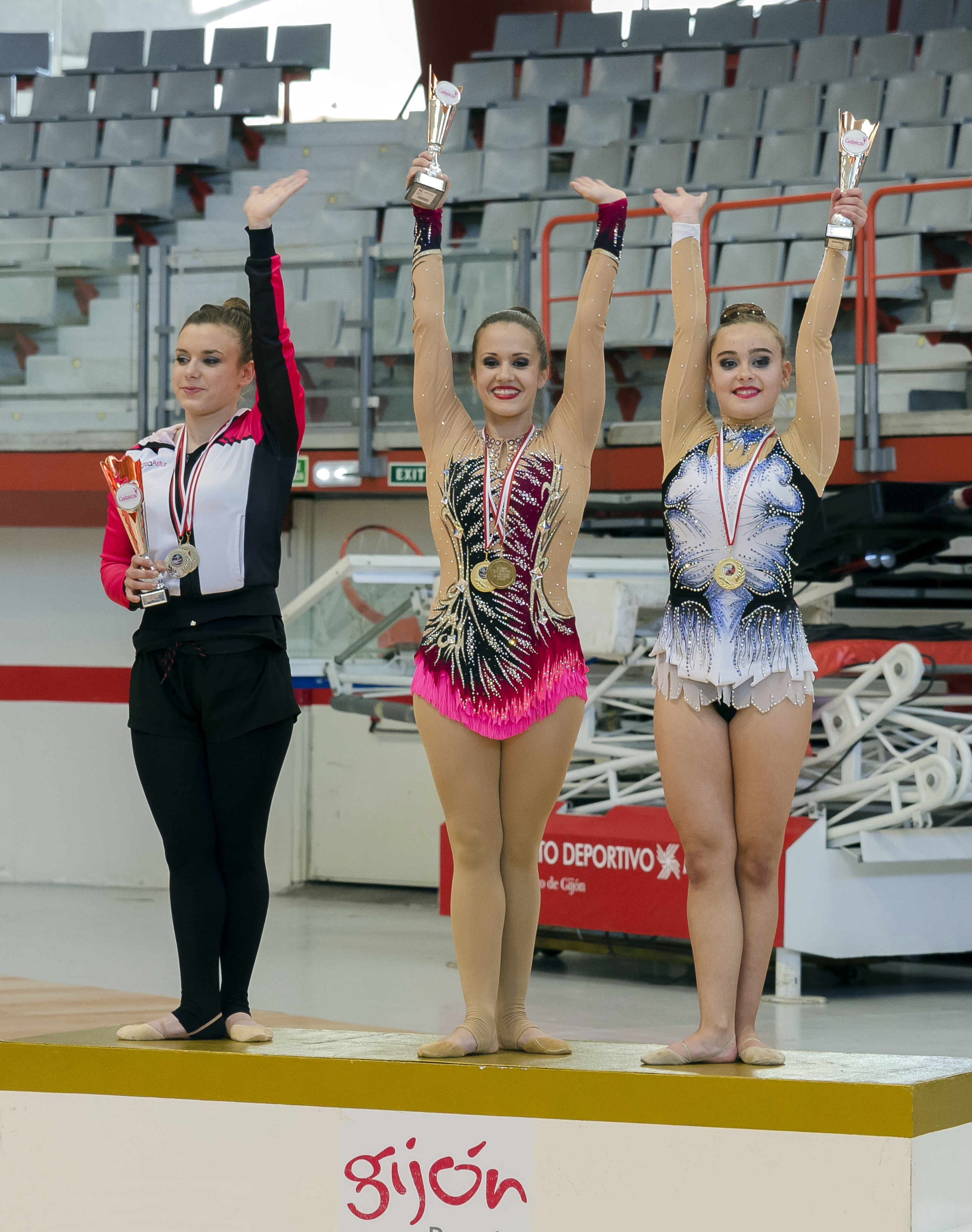
Podi de la general sènior del Torneig «Villa de Jovellanos», on Raquel es va fer amb el triomf final, 2015.

## Filmografia

### Programes de televisió
| Programes de televisió | Programes de televisió          | Programes de televisió | Programes de televisió |
| Any                    | Títol                           | Cadena                 | Notes                  |
| ---------------------- | ------------------------------- | ---------------------- | ---------------------- |
| 2001                   | Premios Veo Veo Nacionales 2000 | La 1 de TVE            | Com a concursant       |

### Programes de ràdio
| Programes de ràdio | Programes de ràdio | Programes de ràdio | Programes de ràdio                                                               | Programes de ràdio |
| Any                | Títol              | Emisora            | Notes                                                                            |                    |
| ------------------ | ------------------ | ------------------ | -------------------------------------------------------------------------------- | ------------------ |
| 2015               | Ganamos con ellas  | RPA                | Com a invitada.                                                                  |                    |
| 2016               | Cambio de juego    | RPA                | Com a invitada junt a Paula Blanco, Angie Álvarez, Silvia Otero i Camino Mateos. |                    |
| 2017               | Cambio de juego    | RPA                | Com a invitada junt a Irene Jiménez i Eugenia Onopko.                            |                    |
| 2017               | Cambio de juego    | RPA                | Com a invitada junt a Paula Díaz i Raquel Mañana.                                |                    |